# Crivellia papaveracea
Crivellia papaveracea (De Not.) Shoemaker & Inderb., 2006 è un fungo ascomicete della famiglia Pleosporaceae che causa la moria delle foglie del papavero da oppio. È l'unica specie del genere Crivellia.

## Distribuzione e habitat
Il fungo è stato trovato in Europa, Australia, India, Giappone, Nepal, Pakistan, Sudafrica, Turchia, USA e Zambia.